# Изабелла Наваррская (графиня д’Арманьяк)
Изабе́лла Нава́ррская (исп. Isabel de Navarra; 13 июля 1396 года — 31 августа 1450 года) — младшая дочь короля Наварры Карла III Благородного и Элеоноры Кастильской. В 1419 году стала второй женой графа д’Арманьяк, де Фезансак и де Роде Жана IV.

## Биография
Незадолго до рождения Изабеллы, её мать, Элеонора Кастильская занималась возникшими на родине проблемами, связанными с её братом Хуаном, но из-за предстоящего рождения дочери была вынуждена вернуться в Наварру. Изабелла была шестым из восьми детей Карла III и Элеоноры. Изабелла родилась около 1395 года, историк Пьер Нарбайц приводит точную дату — 13 июля 1396 года.
Двое младших братьев умерли в детском возрасте, поэтому престол должна была наследовать одна из пяти старших сестёр (до момента престолонаследия дожили только Изабелла и Бланка, которая и стала следующим после отца правителем Наварры).
Изабелла была обручена с инфантом Арагона Хуаном. 27 июля 1414 года Элеонора Кастильская завещала деньги для этой свадьбы. Но в 1415 году его отец, Фердинанд I Справедливый, помимо Арагона являвшийся королём Сицилии, отправил туда Хуана в качестве генерал-лейтенанта (представителя короля), расторг помолвку сына с Изабеллой и договорился о новой — с королевой Неаполитанского королевства Джованной II. Однако и эта свадьба не состоялась: Джованна вышла замуж за графа Жака II де Бурбона, а сам Хуан после смерти отца вернулся на Пиренейский полуостров и в 1419 году женился на старшей сестре Изабеллы Бланке, наследнице Наваррского престола.
После смерти первой жены, Бланки Бретонской, не оставившей наследника мужского пола, граф д’Арманьяк, де Фезансак и де Роде Жан IV (1396—1450) попросил руки Изабеллы. Их брак был заключён 10 мая 1419 года.
Изабелла Наваррская умерла в августе 1450 года, её муж умер несколькими месяцами позже в том же году.

## Брак и дети
В 1419 году Изабелла стала второй женой Жана IV д’Арманьяка (1396—1450). У них было пятеро детей:
- Жан (1420—1473), виконт де Ломань, затем граф д’Арманьяк, де Фезансак и де Роде.
- Мария[англ.] (1421—1473), с 1437 года жена Жана II (1409—1476), герцога д’Алансона, их праправнук стал королём Франции как Генрих IV.
- Элеонора (1423—1456), с 1446 года вторая жена Луи де Шалона (1389—1463), принца Оранского.
- Шарль (1425—1497), виконт де Фезансак, затем граф д’Арманьяк, де Фезансак и де Роде.
- Изабелла (1430—1476), дама де Катр-Валле, скандально известная кровосмесительной связью со своим старшим братом Жаном, от которого у неё было трое детей.

## Комментарии
1. ↑  В некоторых источниках указывается, что у Карла и Элеоноры было всего пятеро детей: двое сыновей и три дочери: Жанна, Бланка и Беатрис[исп.][2].
2. ↑  Изабелла умерла не ранее 31 августа 1435 года — этим днём датируется документ[10], подтверждающий, что она вступила в наследство, оставленное ей 18 сентября 1430 года свекровью, Бонной де Берри[11].